# Parallelia diffusa
Parallelia diffusa là một loài bướm đêm trong họ Erebidae.